# Hard Again
Hard Again är ett musikalbum av Muddy Waters som lanserades 1977. Abumet var hans tolfte studioalbum, och det första han gjorde för Blue Sky Records, sedan han lämnat sitt långvariga skivmärke Chess Records. Albumet producerades av Johnny Winter som också själv medverkar på skivan och bland övriga musiker märks Pinetop Perkins på piano och James Cotton på munspel. Tre av albumets låtar, "Mannish Boy", "I Want to Be Loved", och "I Can't Be Satisfied" var nyinspelningar av gamla låtar från Chess-tiden.
Skivan fick ett bra mottagande av dåtidens musikrecensenter. Robert Christgau skrev exempelvis att "förutom kanske B.B. Kings Live at the Regal eller Otis Spanns Walking the Blues (åh, det måste finnas några fler, men låt mig fortsätta) kan jag inte komma på något bättre bluesalbum (med betoning på album) än detta". Albumet tilldelades även en Grammy i kategorin "Best Ethnic or Traditional Folk Recording".

## Låtlista
(låtar utan angiven upphovsman komponerade av McKinley Morganfield = Muddy Waters)
1. "Mannish Boy" (Morganfield, Ellas McDaniel, Mel London) – 5:23
2. "Bus Driver" (Morganfield, Terry Abrahamson) – 7:44
3. "I Want to Be Loved" (Willie Dixon) – 2:20
4. "Jealous Hearted Man" – 4:23
5. "I Can't Be Satisfied" – 3:28
6. "The Blues Had a Baby and They Named It Rock And Roll, Pt. 2" (Morganfield, Brownie McGhee) – 3:35
7. "Deep Down in Florida" – 5:25
8. "Crosseyed Cat" – 5:59
9. "Little Girl" – 7:06

## Listplaceringar
- Billboard 200, USA: 143[2]